# Famille Kossuth
La famille Kossuth de Udvard et Kossuthfalva (udvardi és kossuthfalvi Kossuth en hongrois) est le patronyme d'une ancienne famille de la noblesse hongroise.

## Histoire
La famille Kossuth remonte au XIIIe siècle et est originaire du comitat de Turóc en Haute-Hongrie. Son premier membre est un dénommé Gath, père d'un Kossuth cité en 1263. Ce dernier reçoit du roi Béla IV de Hongrie le village de Udvard dont la famille prend le nom, tout comme celui de Kossuthfalva (don de 1489, aujourd'hui quartier de la ville de Martin). Au décours de la Réforme, la famille adopte la foi protestante. Miklós Kossuth (1595-1661) est cité comme capitaine de hussards puis comme vice-capitaine du comté de Turóc. Capturé par les Turcs, il meurt en captivité.

 Pál Kossuth (1738-1791) est juge (táblabíró) du comitat de Turóc. Son fils László (1762–1839), avocat, est le père du membre le plus célèbre de cette famille, à savoir Lajos Kossuth (1802-1894), importante figure patriotique hongroise. Il fut avocat, rédacteur en chef, ministre, président de la Commission de défense nationale et brièvement Régent de Hongrie lors de la Révolution hongroise de 1848. Son fils, Ferenc Kossuth (en) (1841-1914), fut un ingénieur, un chimiste, un industriel et un homme politique qui fut notamment président du Parti de l'Indépendance et ministre du Commerce (1906-1910).

György Kossuth (en) (1781-1849), fils de Pál et oncle de Lajos Kossuth, fut un agronome et une figure de premier plan de la vie culturelle et politique slovaque. Il fut opposé à la politique pro-magyare de son neveu.